# Bury Football Club
Maillots
Le Bury Football Club est un club de football anglais fondé en 1885. Le club, basé à Bury, a évolué pendant près de 125 années dans les championnats de l'EFL (divisions professionnelles anglaises) jusqu'à son exclusion au mois d'août 2019.
En 2020, une nouvelle équipe la remplacera le Bury AFC et évoluera en North West Counties League Division One North soit le 10e niveau du système anglais. En février 2022, le groupe de fans de Bury Est.1885 a finalisé l'achat de Gigg Lane à l'administrateur et a annoncé avoir acquis le nom commercial, l'histoire et les souvenirs du Bury FC.
En mai 2023, le Bury FC et le Bury AFC acceptent une négociation de fusion, et de porter le nom de Bury Football Club. Le mois suivant, la FA accepte la décision, de ce fait, le Bury FC recommencera en North West Counties League Premier Division à partir de la saison 2023-2024, le neuvième niveau anglais.

## Repères historiques
- Fondé en 1885, le club adopte un statut professionnel dès son année de fondation, (1885), et rejoint la League en 1894 (Division 2).
- Bury remporte la FA Cup en 1903 avec un large score de 6-0 contre Derby County. Ceci constitue toujours un record pour une finale de FA Cup.
- En 2011, le club finit second de League Two (D4 anglaise). Il est donc promu en League One (D3 anglaise).
- En 2013, le club termine parmi les relégués de League One et jouera donc en quatrième division lors de la saison 2013-2014.
- En 2015, le club se hisse à la troisième place de League Two lors de la dernière journée en battant Tranmere Rovers 0-1 et à la faveur de la défaite du troisième jusqu'alors Southend United à Morecambe 3-1. Le club retrouve donc la League One deux ans après l'avoir quitté.
- À l'issue de la saison 2017-2018, le club est relégué en League Two.
- À l'issue de la saison 2018-2019, le club est promu en League One.
- Le club est exclu de la League One à la fin du mois d'août 2019 en raison de ses problèmes financiers et de sa mauvaise gestion[3],[4]
- 2020 : Une nouvelle équipe est créée le Bury AFC
- 2022 : rachat de Gigg Lane et du nom commercial de Bury FC.
- 5 mai 2023 : Fusion du Bury FC et de Bury AFC[2]

## Palmarès et records

### Palmarès
- Championnat d'Angleterre de deuxième division : 
  - Champion : 1895
  - Vice-champion : 1924

- Championnat d'Angleterre de troisième division : 
  - Champion : 1961, 1997
  - Vice-champion : 1968

- Championnat d'Angleterre de quatrième division : 
  - Vice-champion : 2011, 2019

- FA Cup : 
  - Vainqueur : 1900, 1903

## Joueurs et personnalités du club

### Entraîneurs
Le tableau suivant présente la liste des entraîneurs du club depuis 1887.
| Rang | Nom               | Période   |
| ---- | ----------------- | --------- |
| 1    | T. Hargreaves     | 1887      |
| 2    | H. S. Hamer       | 1887-1907 |
| 3    | Archie Montgomery | 1907–1915 |
| 4    | William Cameron   | 1919–1923 |
| 5    | James Hunter      | 1923–1927 |
| 6    | Percy Smith       | 1927–1930 |
| 7    | Arthur Paine      | 1930–1934 |
| 8    | Norman Bullock    | 1934–1938 |
| 9    | Charlie Dean      | 1938–1944 |
| 10   | Jimmy Porter      | 1944–1945 |
| 11   | Norman Bullock    | 1945–1949 |
| 12   | John McNeill      | 1950–1953 |
| 13   | Dave Russell      | 1953–1961 |

| Rang | Nom              | Période   |
| ---- | ---------------- | --------- |
| 14   | Bob Stokoe       | 1961–1965 |
| 15   | Bert Head        | 1965–1966 |
| 16   | Les Shannon      | 1966–1969 |
| 17   | Jack Marshall    | 1969      |
| 18   | Les Hart         | 1970      |
| 19   | Tommy McAnearney | 1970–1972 |
| 20   | Allan Brown      | 1972–1973 |
| 21   | Bobby Smith      | 1973–1977 |
| 22   | Bob Stokoe       | 1977–1978 |
| 23   | Dave Hatton      | 1978–1979 |
| 24   | Dave Connor      | 1979–1980 |
| 25   | Jim Iley         | 1980–1984 |
| 26   | Martin Dobson    | 1984–1989 |

| Rang | Nom             | Période             |
| ---- | --------------- | ------------------- |
| 27   | Sam Ellis       | 1989–1990           |
| 28   | Mike Walsh      | 1990–1995           |
| 29   | Stan Ternent    | 1995–1998           |
| 30   | Neil Warnock    | 1998–1999           |
| 31   | Steve Redmond   | 1999–2000           |
| 32   | Andy Preece     | 2000–2003           |
| 33   | Graham Barrow   | 2003–2005           |
| 34   | Chris Casper    | 2005–2008           |
| 35   | Alan Knill      | 2008–2011           |
| 36   | Richard Barker  | 2011–2012           |
| 37   | Kevin Blackwell | 2012–2013           |
| 38   | David Flitcroft | 2013-nov. 2016      |
| 39   | Chris Brass     | déc. 2016-fév. 2017 |

| Rang | Nom            | Période              |
| ---- | -------------- | -------------------- |
| 40   | Lee Clark      | fév. 2017-oct. 2017  |
| 41   | Chris Lucketti | nov. 2017-jan. 2018  |
| 42   | Ryan Lowe      | jan. 2018-juin 2019  |
| 43   | Paul Wilkinson | juil. 2019-nov. 2019 |

### Effectif actuel
Effectif du Bury Football Club lors de la saison 2023-2024.
| N° | Nat.                      | Poste | Nom du joueur            |
| -- | ------------------------- | ----- | ------------------------ |
| —  | Drapeau du pays de Galles | G     | Jack Atkinson            |
| —  | Drapeau de l'Angleterre   | G     | Jack Hewitt-Hill         |
| —  | Drapeau de l'Angleterre   | D     | Daniel Lafferty          |
| —  | Drapeau de l'Angleterre   | D     | Jack Tinning             |
| —  | Drapeau de l'Angleterre   | D     | Matty Williams           |
| —  | Drapeau de l'Angleterre   | D     | Sean Higgins             |
| —  | Drapeau de l'Australie    | D     | Gabriel Cole             |
| —  | Drapeau de l'Angleterre   | D     | Gareth Peet              |
| —  | Drapeau de l'Angleterre   | D     | Luis Morrison-Derbyshire |
| —  | Drapeau de la France      | D     | Jordi Nsaka              |
| —  | Drapeau de l'Angleterre   | D     | Curtis Obeng             |
| —  | Drapeau de l'Angleterre   | D     | Niall Battersby          |
| —  | Drapeau de l'Angleterre   | M     | Anton Smith              |
| —  | Drapeau de l'Angleterre   | M     | Chris Rowney             |
| —  | Drapeau de l'Angleterre   | M     | Harry Brazel             |

| No. | Nat.                    | Position | Nom du joueur           |
| --- | ----------------------- | -------- | ----------------------- |
| —   | Drapeau de l'Angleterre | M        | Jack Lenehan            |
| —   | Drapeau de l'Angleterre | M        | Andy Kellett            |
| —   | Drapeau de l'Angleterre | M        | Shakeel Jones-Griffiths |
| —   | Drapeau de l'Irlande    | M        | Abimbola Obasoto        |
| —   | Drapeau de l'Angleterre | A        | Andrew Briggs           |
| —   | Drapeau de l'Angleterre | A        | Benito Lowe             |
| —   | Drapeau de l'Angleterre | A        | Connor Comber           |
| —   | Drapeau de l'Angleterre | A        | Tom Kilifin             |
| —   | Drapeau de l'Angleterre | A        | Sam Unwin               |
| —   | Drapeau de l'Angleterre | A        | Sajjad Elhassan         |
| —   | Drapeau de l'Angleterre | A        | Darius Palma            |
| —   | Drapeau de l'Angleterre | A        | Lewis Gilboy            |

### Joueurs emblématiques
- Colin Bell
- Baichung Bhutia
- Alec Lindsay
- Neville Southall
- Dean Kiely
- Alex Massie
- Eddie Colquhoun
- Alan Fettis
- Mike Sheron
- Billy Hampson
- / David Johnson